# Simulering
För den medicinska termen se Simulering (medicin). För idrottstermen se filmning.

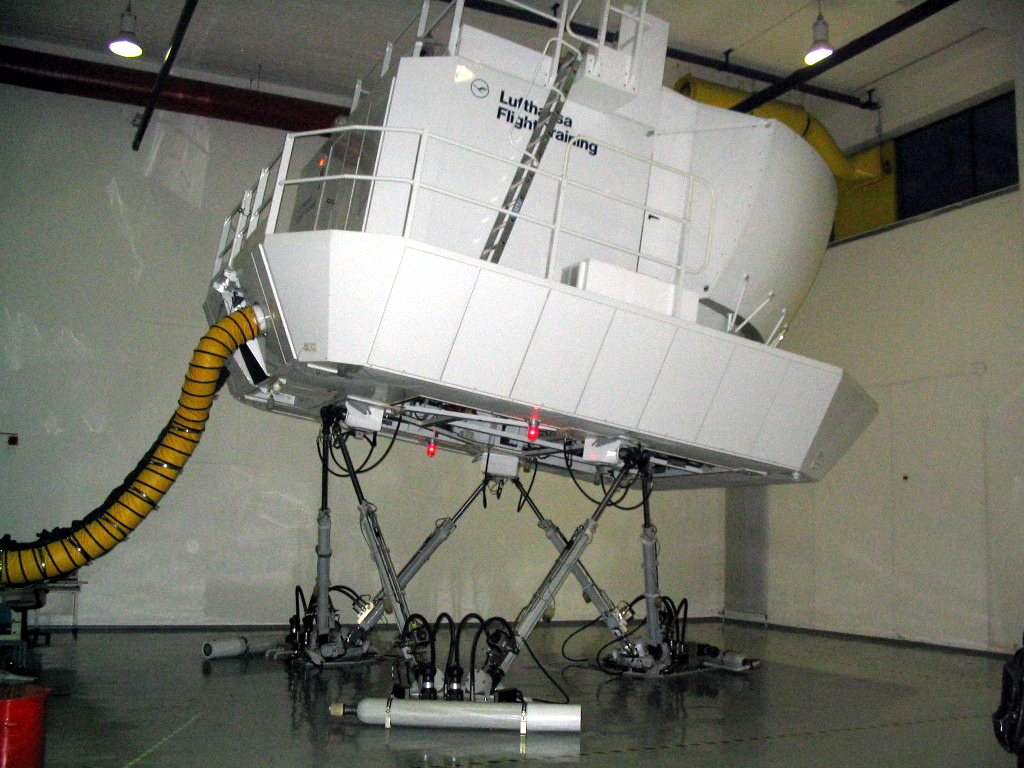
En flygsimulator.

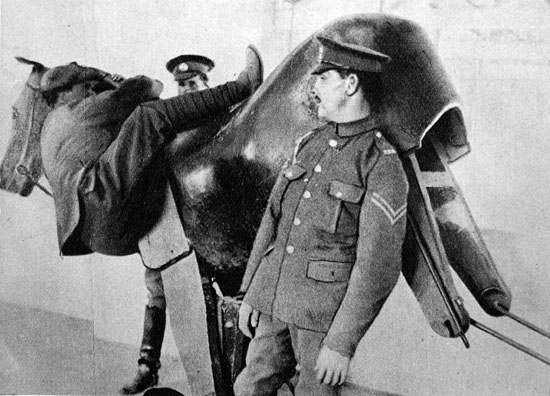
Mekanisk hästsimulator från första världskriget.

Simulering är ett sätt att, så långt som möjligt, återskapa en verklighet i en kontrollerad miljö. Exempelvis används bilsimulatorer för att återskapa en bilfärd på ett så realistiskt sätt som möjligt. Syftet med simulering är att användaren lättare ska kunna dra slutsatser om hur vissa saker är i verkligheten.
En simulator kan omöjligen göras så att den utgör en exakt modell av den verklighet den är konstruerad för att simulera. Det är inte heller avsikten utan en simulator utvecklas alltid för att efterlikna en begränsad uppsättning egenskaper. Den som studerar resultatet av en simulering måste alltid vara medveten om vilka slutsatser det går att dra av resultatet. Exempelvis kan en simulator utvecklad för att kontrollera timing-egenskaper hos en elektrisk krets, inte användas för att dra slutsatser om dess strömförbrukning.

## Flygsimulator
Se artikeln Flygsimulator

## Rymdsimulator
Orbiter, en rymdsimulator är gjord för att blivande astronauter ska kunna träna.

## Simulator (åkattraktion)
En åkattraktion av typen simulator på en nöjespark är en biograf med stolar som rör sig synkront med den film som visas på skärmen. Mellan 1990 och 2000 fanns åkattraktionen Simulatour på Liseberg i Göteborg. Lisebergs simulator var av typen turboride där de åkande satt i rörliga "soffor" om två sittplatser. Det finns även simulatorer där ett större antal åkare sitter i stora rörliga kabiner.

## Datorsimulering
En datorsimulering är ett försök att modellera verkliga eller tänkta händelser i ett system med hjälp av en dator och ett lämpligt simuleringsprogram, för att därmed få möjlighet att studera hur systemet skulle uppföra sig om de kända förutsättningarna skulle ändras.
Datorsimulering har blivit ett viktigt verktyg i arbetet med modellering av många olika slag, inom så vitt skilda vetenskaper som exempelvis fysik, biologi, ekonomi och sociologi. Ett bra exempel är trafiksimulering. Genom att göra valfria ändringar i de egenskaper som trafiksystemet är beroende av (till exempel antalet fordon per tidsenhet och kapaciteten hos de transportleder som finns), kan man se vilka följder olika typer av förändringar skulle kunna få.
En formell modellering av ett system är oftast baserad på en matematisk modell, där systemets uppträdande över tid bestäms av en uppsättning parametrar och initialvillkor. Datorer i är i och för sig inte nödvändiga om modellen kan beräknas på annat sätt, men vad datorn kan tillföra vid simulering är framför allt en vida större beräkningskapacitet. På så sätt ges möjlighet att arbeta med stort antal parametrar, stort antal försök, slumpmässiga variationer som påverkar parametrarna och en lämplig grafisk redovisning av resultatet (se till exempel Beräkningsfysik). Detta ger möjlighet att göra en användbar simulering även i sådana fall där en fullständig och exakt lösning inte skulle vara möjlig.

## Simulering av tillverkningssystem
Detta är ett exempel på avancerad datorsimulering, där olika komponenter i ett komplicerat tillverkningssystem kan simuleras var för sig eller tillsammans. Flöden, kapaciteter och metoder kan provas i den virtuella tillverkningsmiljö som man bygger upp med hjälp av datorprogrammet.